# 比蒂鎮區 (明尼蘇達州聖路易斯縣)
比蒂鎮區（英語：Beatty Township）是位於美國明尼蘇達州聖路易斯縣的一個行政鎮區。

## 地方資料
比蒂鎮區的面積為207.13平方千米，當中陸地面積為169.11平方千米，而水域面積為38.02平方千米。根據2020年美國人口普查的數據，當地共有人口418人，而人口密度為每平方千米2.02人。